# Ulmaceae
Famille
Classification APG III (2009)
Les Ulmaceae (Les Ulmacées) sont une famille de plantes à fleurs dicotylédones de l'ordre des Rosales. Elle comprend près de 200 espèces réparties en 8 à 15 genres.
Ce sont des arbres ou des arbustes largement répartis dans les zones tempérées et tropicales.
En France, c'est la famille des ormes (genre Ulmus) et Zelkova (ou faux-orme de Sibérie).
Depuis quelques dizaines d'années, les différentes espèces d'ormes ont été anéanties par un champignon, Ophiostoma ulmi (Buisman) Nannf. — anciennement Ceratocystis ulmi (Buisman) C. Moreau — provoquant leur dépérissement. Cette maladie est connue sous le nom de « graphiose de l'orme ».

## Étymologie
Le nom vient du genre type Ulmus qui est le nom latin de l'orme.
Le nom proviendrait du mot akkadien u’ulum, plier. Le nom commun anglais « elm » pourrait provenir de la racine indo-européenne "el-" brun-rouge .

## Paléobotanique
Les Ulmacées apparaissent au début du cénozoïque, elles étaient très répandues dans l'hémisphère nord au début du paléocène. Les plus anciens fossiles d'Ulmus datent du paléocène d'Asie orientale, ceux du Zelkova du paléocène d'Amérique du Nord. Ces deux genres se diversifièrent et devinrent plus abondants dans tout l'hémisphère nord au néogène. La diversité maximale des ulmacées est atteinte au miocène.
Le clade tempéré proviendrait d'Asie orientale, il aurait atteint l'Amérique via le pont terrestre de Bering (paléogène-néogène), puis l'Europe par le pont terrestre Nord atlantique (éocène-miocène).
Le genre Cedrelospermum, présent en Europe, Asie et Amérique du nord durant les paleogène et néogène s'est éteint. 
D'autres genres à répartition autrefois continentale ont vu leur espace se restreindre, le Zelkova est maintenant présent uniquement à l'est et au sud-ouest de l'Asie ainsi qu'en Europe méditerranéenne, l'Hemiptelea ne croit plus qu'en quelques localités de Corée et de Chine orientale.

## Classification
En classification classique de Cronquist (1981), la famille des Ulmaceae est assignée à l'ordre des Urticales.
En classification phylogénétique APG II (2003), cette famille qui fait partie des Rosales est plus petite, l'APG II assignant le genre Celtis et al. aux Cannabacées.
Selon l'étude de Yann Fragnière et al (2021) référencée par l'APG IV, les Ulmacae sont constituées de sept genres (56 espèces) répartis en deux clades.
Rq : Le genre Chaetachme Planchon est assigné aux Cannabacées dans la classification APG IV.

### Clade tropical
- genre Ampelocera Klotzsch, 8 espèces en Amériques du sud et centrale, 1 espèce en Caraïbes
- genre Holoptelea Planchon, 1 espèce en Afrique, 1 espèce en Asie
- genre Phyllostylon Bentham, 1 espèces en Amériques du sud et centrale, 1 espèce en Caraïbes

### Clade tempéré
- genre Hemiptelea Planchon, 1 espèce en Asie orientale
- genre Planera J.F.Gmelin, 1 espèce en Amérique du Nord
- genre Ulmus L., 6 espèces en Amérique du Nord, 2 espèces en Amérique centrale, 3 espèces en Europe et Asie occidentale, 24 espèces en Asie
- genre Zelkova Spach, 3 espèces en Europe méditerranéenne et Asie occidentale, 3 espèces en Asie orientale

## Liste des genres
Selon Angiosperm Phylogeny Website (31 mai 2010) :
- genre Ampelocera Klotzsch
- genre Chaetachme Planchon
- genre Hemiptelea Planchon
- genre Holoptelea Planchon
- genre Phyllostylon Bentham
- genre Planera J.F.Gmelin
- genre Ulmus L.
- genre Zelkova Spach

Selon NCBI (31 mai 2010) :
- genre Ampelocera
- genre Aphananthe
- genre Celtis
- genre Chaetachme
- genre Gironniera
- genre Hemiptelea
- genre Holoptelea
- genre Lozanella
- genre Parasponia
- genre Pteroceltis
- genre Trema
- genre Ulmus
- genre Zelkova

Les genres Aphananthe, Celtis, Gironniera, Lozanella, Parasponia, Pteroceltis et Trema sont placés par Angiosperm Phylogeny Website dans Cannabaceae.
Selon DELTA Angio (31 mai 2010) :
- genre Ampelocera
- genre Aphananthe
- genre Celtis
- genre Chaetachme
- genre Gironniera
- genre Hemiptelea
- genre Holoptelea
- genre Lozanella
- genre Parasponia
- genre Phyllostylon
- genre Planera
- genre Pteroceltis
- genre Trema
- genre Ulmus
- genre Zelkova

Selon ITIS (31 mai 2010) :
- genre Celtis L.
- genre Planera J.F. Gmel.
- genre Trema Lour.
- genre Ulmus L.
- genre Zelkova Spach

## Liste des espèces
Selon NCBI (31 mai 2010) :
- genre Ampelocera
  - Ampelocera hottleyi
- genre Aphananthe
  - Aphananthe aspera
  - Aphananthe monoica
- genre Celtis
  - Celtis africana
  - Celtis australis
  - Celtis bungeana
  - Celtis durandii
  - Celtis iguanaea
  - Celtis koraiensis
  - Celtis laevigata
  - Celtis latifolia
  - Celtis occidentalis
  - Celtis philippensis
  - Celtis schippii
  - Celtis sinensis
  - Celtis tournefortii
  - Celtis yunnanensis
  - Celtis sp. Morton s.n.
- genre Chaetachme
  - Chaetachme aristata
- genre Gironniera
  - Gironniera subaequalis
- genre Hemiptelea
  - Hemiptelea davidii
- genre Holoptelea
  - Holoptelea integrifolia
- genre Lozanella
  - Lozanella enantiophylla
- genre Parasponia
  - Parasponia andersonii
  - Parasponia parviflora
  - Parasponia rigida
  - Parasponia simulans
- genre Pteroceltis
  - Pteroceltis tatarinowii
- genre Trema
  - Trema africana
  - Trema aspera
  - Trema cannabina
  - Trema integerrima
  - Trema lamarckiana
  - Trema micrantha
  - Trema nitens
  - Trema orientalis
  - Trema politoria
  - Trema tomentosa
  - Trema virgata
- genre Ulmus
  - Ulmus alata
  - Ulmus americana
  - Ulmus crassifolia
  - Ulmus glabra
  - Ulmus laciniata
  - Ulmus laevis
  - Ulmus minor
  - Ulmus parvifolia
  - Ulmus procera
  - Ulmus pumila
  - Ulmus rubra
  - Ulmus thomasii
  - Ulmus sp. Gravendeel 4000
- genre Zelkova
  - Zelkova abelicea
  - Zelkova carpinifolia
  - Zelkova schneideriana
  - Zelkova serrata
  - Zelkova cf. serrata GG-2004
  - Zelkova sicula